# Everleigh
 (septembre 2023).
Everleigh est une paroisse civile et un village du Wiltshire, en Angleterre.